# 토이보 미카엘 키비매키
토이보 미카엘 키비매키(핀란드어: Toivo Mikael Kivimäki: 1886년 6월 5일 – 1968년 5월 6일)는 핀란드의 정치인이다. 1931년에서 1956년 사이 헬싱키 대학교 민법대학 학장, 1932년에서 1936년 사이 핀란드의 총리, 1940년에서 1944년 사이 베를린 주재 특명전권대사를 역임했다.

## 역대 선거 결과
| 선거명      | 직책명          | 대수 | 정당       | 득표율 | 득표수 | 결과 | 당락 |
| ----------- | --------------- | ---- | ---------- | ------ | ------ | ---- | ---- |
| 1940년 선거 | 핀란드의 대통령 | 5대  | 국민진보당 | 0.34%  | 1표    | 4위  | 낙선 |